# Вотерв'ю (Меріленд)
Вотерв'ю (англ. Waterview) — переписна місцевість (CDP) в США, в окрузі Вікоміко штату Меріленд. Населення — 32 особи (2020).

## Географія
Вотерв'ю розташований за координатами 38°14′55″ пн. ш. 75°54′0″ зх. д. / 38.24861° пн. ш. 75.90000° зх. д. (38.248736, -75.900009).  За даними Бюро перепису населення США в 2010 році переписна місцевість мала площу 1,28 км², з яких 1,27 км² — суходіл та 0,01 км² — водойми.

## Демографія
Згідно з переписом 2010 року, у переписній місцевості мешкало 40 осіб у 22 домогосподарствах у складі 13 родин. Густота населення становила 31 особа/км².  Було 36 помешкань (28/км²).
Расовий склад населення:
| - 97,5 % — білих - 2,5 % — азіатів |

До двох чи більше рас належало 0,0 %. Частка іспаномовних становила 0,0 % від усіх жителів.
За віковим діапазоном населення розподілялося таким чином: 5,0 % — особи молодші 18 років, 62,5 % — особи у віці 18—64 років, 32,5 % — особи у віці 65 років та старші. Медіана віку мешканця становила 60,0 року. На 100 осіб жіночої статі у переписній місцевості припадало 135,3 чоловіків;  на 100 жінок у віці від 18 років та старших — 137,5 чоловіків також старших 18 років.
Цивільне працевлаштоване населення становило 14 особи. Основні галузі зайнятості: виробництво — 100,0 %.